# Johanneskirche (Vacha)

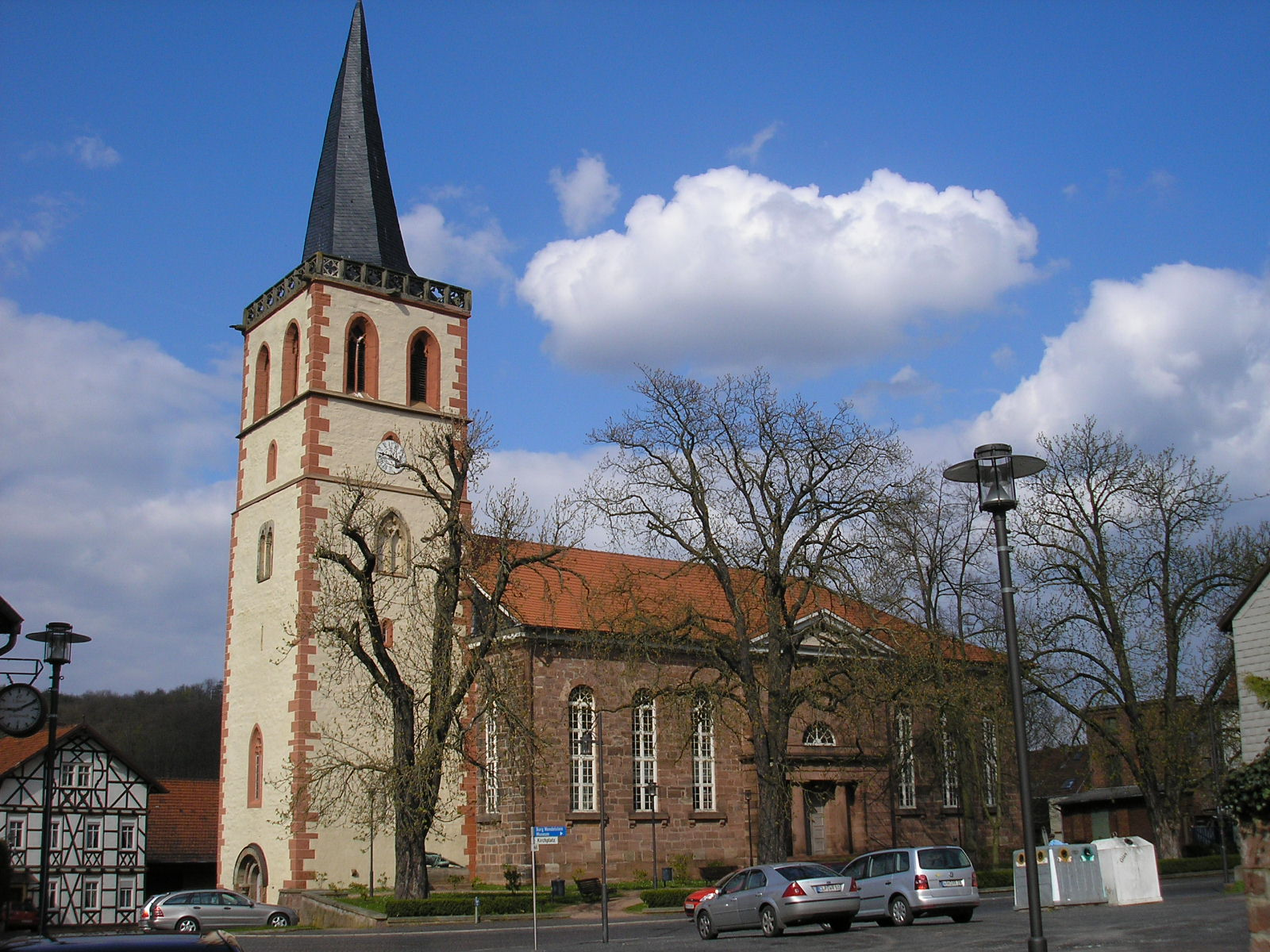
Die Stadtkirche

Die Johanneskirche ist eine evangelisch-lutherische Kirche in Vacha im Wartburgkreis in Thüringen.

## Geschichte
Die Geschichte der Kirche ist durch ihre Lage eng mit der Entwicklung der Stadt verknüpft. Ein Pfarrer Übelacker wird 1172 erstmals erwähnt. Etwa aus dieser Zeit stammen auch die Grundmauern des Turms. Von dem gotischen Kirchenbau, der wohl um 1306 begonnen wurde, ist heute nur noch der Turmaufsatz erhalten. Nach einem Stadtbrand im Jahr 1467 wurde die Kirche bis zum Ende des 15. Jahrhunderts wieder aufgebaut. Im Zuge der Reformation wurde sie evangelische Stadtkirche.
Der Dreißigjährige Krieg und der Siebenjährige Krieg brachten immer wieder Beschädigungen. Ab 1818 musste man für die Gottesdienste auf die Klosterkirche ausweichen. Am 24. Juni 1821 erfolgte die Grundsteinlegung der neuen Kirche, die am 3. September 1824 durch Superintendent Nebe aus Eisenach eingeweiht wurde. Weitere Arbeiten wie Ausmalung der Räume und Sanierungsarbeiten folgten.